# Sobolewo (województwo wielkopolskie)
Sobolewo – wieś w Polsce, położona w województwie wielkopolskim, w powiecie czarnkowsko-trzcianeckim, w gminie Czarnków. Wchodzi w skład sołectwa Gębice.
Do 31 grudnia 2024 miejscowość była częścią wsi Gębice.
W latach 1975–1998 Sobolewo należało administracyjnie do województwa pilskiego.